# Aféra Sacco-Vanzetti
Aféra Sacco-Vanzetti je označení pro soudní proces, který se odehrál ve 20. letech 20. století ve Spojených státech.

## Soudní proces

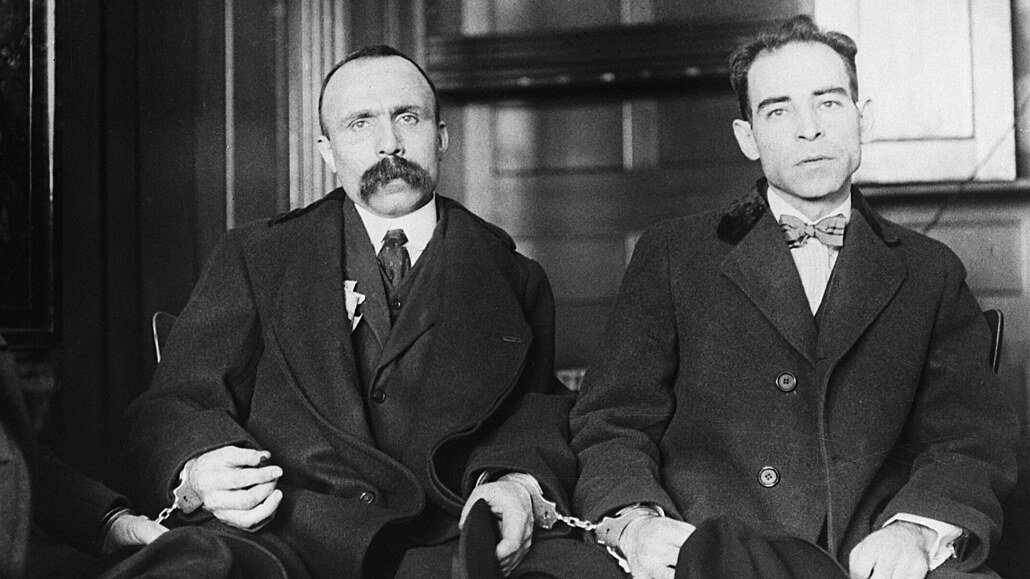
Spoutaní Bartolomeo Vanzetti (vlevo) a Nicola Sacco

Obžalovanými byli dva anarchisté italského původu Ferdinando Nicola Sacco (22. dubna 1891 – 23. srpna 1927) a Bartolomeo Vanzetti (11. června 1888 – 23. srpna 1927), kteří byli obviněni v dubnu 1920 z pokusu o loupežné přepadení, samotného loupežného přepadení a dvojnásobné vraždy. Soudní proces, jemuž předsedal Webster Thayer, se odehrával v Dedhamu ve státě Massachusetts. Překážkou pro odsouzení byla absence přímých přesvědčivých důkazů. Přesto atmosféra xenofobie a celkového odporu vůči politickým radikálům neumožnila obhajobě použít všechny legální prostředky a tak byl nad oběma obžalovanými vynesen rozsudek trestu smrti. To vyvolalo masové protesty v New Yorku, Amsterdamu, Londýně a Tokiu, demonstrace pracujících se uskutečnily napříč Jižní Amerikou a nepokoje také v Paříži, Ženevě, Johannesburgu či Německu. I přes protesty veřejnosti byli Sacco a Vanzetti 23. srpna 1927 popraveni.

## Pochybnosti

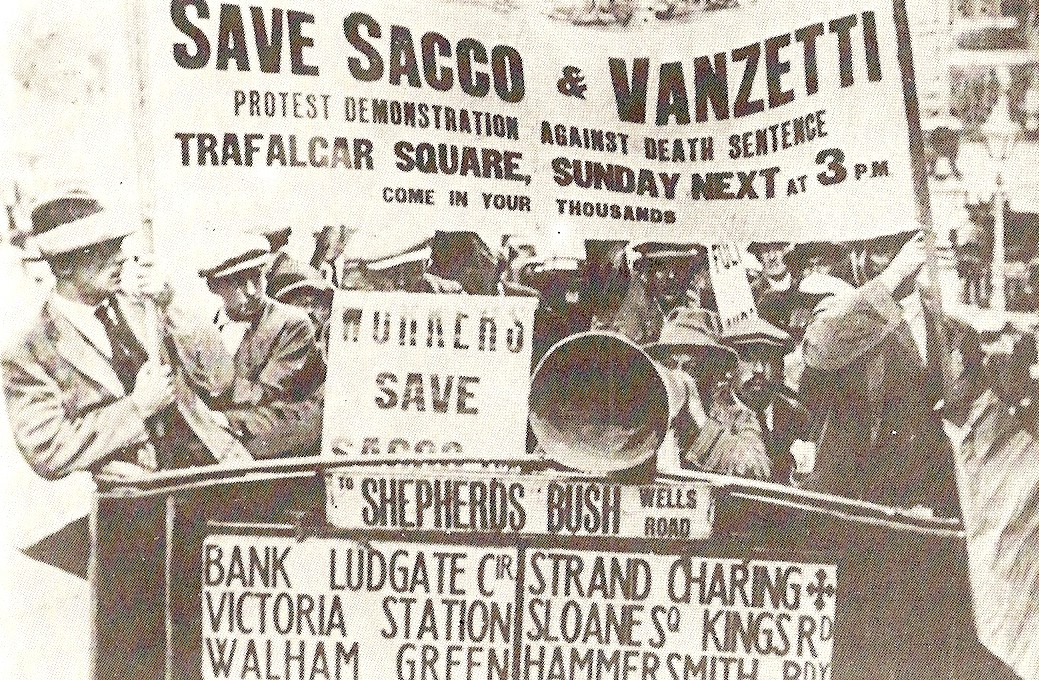
Demonstrace na podporu odsouzených v Londýně v roce 1921

V říjnu 1961 byly provedeny pokročilejší technologií balistické testy na Saccovu Coltu. Výsledky potvrdily, že kulka, která zabila Berardelliho v roce 1920, byla vystřelena ze Saccovy pistole. 
Tato kauza je interpretována jako americká obdoba Dreyfusovy aféry. Nejasnosti případu vedly následně massachusettského guvernéra Michaela Dukakise ke zřízení vyšetřovací komise nezávislých právníků, která mu měla podat doporučení, zdali odsouzeným udělit milost nebo požadovat nový soudní proces. Přestože komise shledala řadu pochybení v práci soudu, učinila závěr o správnosti rozsudku a viny Sacca a Vanzettiho. Přesně 50 let po jejich popravě, 23. srpna 1977, prohlásil massachusettský guvernér, že oba byli souzeni nespravedlivě a že „jejich jména mají být navždy očištěna“.
Dukakis prohlásil: „Všechna stigmata a potupa budou navždy sejmuty ze jmen Nikoly Sacca a Bartolomea Vanzettiho. Nejsme zde proto, abychom řekli, zda tito muži jsou vinni, či nevinni. Musíme říci, že vysoké normy soudnictví, na které jsme v Massachusetts hrdi, v případě Sacca a Vanzettiho selhaly.“